# Шмидт, Йёрген
Йёрген Шмидт (дат. Jørgen Schmidt; род. 3 августа 1945, в коммуне Норддюрс, Дания) — датский шоссейный велогонщик.  Чемпион мира в групповой гонке среди любителей (1970).

## Достижения
1969
3-й Чемпионат Дании — Групповая гонка (любители)
1970
1-й  Чемпион мира — Групповая гонка (любители)
2-й Чемпионат Дании — Групповая гонка (любители)
2-й Гран-при Франции 
1971
1-й Fyen Rundt 
2-й Чемпионат Дании — Индивидуальная гонка (любители)
1975
2-й Чемпионат Дании — Индивидуальная гонка (любители)